# Xenuroturris kingae
Xenuroturris kingae é uma espécie de gastrópode do gênero Xenuroturris, pertencente a família Turridae.